# Chorrochó
Chorrochó là một đô thị thuộc bang Bahia, Brasil. Đô thị này có diện tích 2647,887 km², dân số năm 2007 là 10621 người, mật độ 4,01 người/km².